# Бобби (фильм, 2006)
«Бобби» (англ. Bobby) — американский драматический фильм 2006 года, снятый режиссёром Эмилио Эстевесом по собственному сценарию.

## Сюжет
Фильм посвящён покушению на сенатора Роберта Кеннеди, которое произошло 5 июня 1968 года в отеле «Амбассадор», Лос-Анджелес. Это событие навсегда изменило жизнь 22 постояльцев и служащих отеля, невольно ставших участниками этой трагедии.

## В ролях
| Актёр            | Роль             |
| ---------------- | ---------------- |
| Гарри Белафонте  | Нельсон          |
| Джой Брайант     | Патриция         |
| Ник Кэннон       | Дуэйн            |
| Эмилио Эстевес   | Тим Фэллон       |
| Лоренс Фишберн   | Эдвард Робинсон  |
| Энтони Хопкинс   | Джон Кейси       |
| Хелен Хант       | Саманта          |
| Шэрон Стоун      | Мирием           |
| Линдси Лохан     | Дайэн            |
| Деми Мур         | Вирджиния Фэллон |
| Хизер Грэм       | Анджела          |
| Джошуа Джексон   | Уэйд             |
| Мартин Шин       | Джек             |
| Эштон Кутчер     | Фишер            |
| Уильям Мэйси     | Пол              |
| Кристиан Слейтер | Тиммонс          |
| Элайджа Вуд      | Уильям           |
| Фредди Родригес  | Хосе             |
| Шайа Лабаф       | Купер            |
| Светлана Меткина | Ленка            |
| Дейв Франсес     | Роберт Кеннеди   |
| Давид Кобзанцев  | Серхан Серхан    |

## Критика
Энтони Скотт из The New York Times писал, что, несмотря на «большую и почетную задачу» режиссера и «совершенно замечательные» намерения, «актеры кажутся больше похожими на очень особенных приглашенных звезд, чем на настоящих американцев 1968 года ... Некоторые истории кажутся слишком явно мелодраматическими, в то время как другие расплывчаты до непостижимости».
Дебора Янг из Variety сказала об Эстевесе: «Выступая как писатель и режиссер, как никогда раньше, он успешно собирает воедино сложно продуманное повествование», и добавила, что фильм «жутко актуален».
Стив Персалл из Tampa Bay Times поставил фильму оценку «C», назвав его «мешаниной из слишком большого количества вымысла и малого количества фактов», а Эстевеса «посредственным режиссером».
Питер Трэверс из Rolling Stone дал фильму 1 звезду из 4 и назвал его «банальной выдумкой» и произведением «безвкусной неуместности»,  посчитав его одним из худших фильмов 2006 года.

## Награды и номинации
Афро-американская ассоциация кинокритиков (2006):
- Десять лучших фильмов (Награда)

 Голливудский кинофестиваль (2006):
- Breakthrough Actress — Линдси Лохан (Награда)
- Ансамбль года (Награда)

 Национальный совет кинокритиков США (2006):
- Лучшие независимые Фильмы (Награда)

 Phoenix Film Critics Society Awards (2006):
- Breakout Performance of the Year - Behind the Camera — Эмилио Эстевес (Награда)

 Венецианский кинофестиваль (2006):
- Biografilm Award — Эмилио Эстевес (Награда)
- Золотой лев — Эмилио Эстевес (Номинация)

 Ассоциация кинокритиков Сент-Луиса (2006):
- Лучший сценарий — Эмилио Эстевес (Номинация)

 Camerimage (2006):
- Золотая лягушка — Майкл Баррет (Номинация)

 Золотой глобус (2007):
- Лучший фильм (драма) (Номинация)
- Лучшая песня — «Never Gonna Break My Faith» (в исполнении Брайана Адамса) (Номинация)

 Премия Гильдии киноактёров США (2007):
- Лучший актёрский состав в игровом кино (Номинация)

 ALMA (2007):
- Лучший кинофильм (Номинация)
- Лучший режиссёр — Эмилио Эстевес (Номинация)
- Лучший сценарий — Эмилио Эстевес (Номинация)

 Critics' Choice Movie Awards (2007):
- Лучшая песня — Арета Франклин, Мэри Джей Блайдж («Never Gonna Break My Faith») (Номинация)
- Лучший актёрский ансамбль (Номинация)

 NAACP Image Award (2007):
- Лучший актёр второго плана в кинофильме — Гарри Белафонте (Номинация)

 Motion Picture Sound Editors (2007):
- Лучший монтаж звука в художественном фильме — Салли Болдт, Стивен Лотвис, Лиза Хайме, Ли Скотт (Номинация)

 Online Film & Television Association (2007):
- Лучшая музыка, оригинальная песня — Брайана Адамса, Элиот Кеннеди, Андреа Реманда, Арета Франклин, Мэри Джей Блайдж («Never Gonna Break My Faith») (Номинация)

 Teen Choice Awards (2007):
- Choice Movie: Драматическая актриса — Линдси Лохан (Номинация)